# Талышлар (Агдамский район)
Талышлар (азерб. Talışlar) — село в Агдамском районе Азербайджана.

## История
Территория села в 1929 году входила в состав Агдамского района Азербайджанской ССР.
Контроль над селом перешло к армянским вооруженным силам 3 июля 1993 года, во время третьего наступления в Битве за Агдам (12 июня-23 июля 1993).
После окончания вооружённого конфликта в Нагорном Карабахе в 2020 году было подписано трехстороннее соглашение и с 20 ноября 2020 года вся территория Агдамского района перешла под контроль азербайджанских ВС.
24 мая 2021 года Минобороны Азербайджана опубликовало видеокадры из села Талышлар, где остались только руины.

## География
Высота села над уровнем моря — 252 м.

## Климат
В селе холодный семиаридный климат.